# 博济医学堂

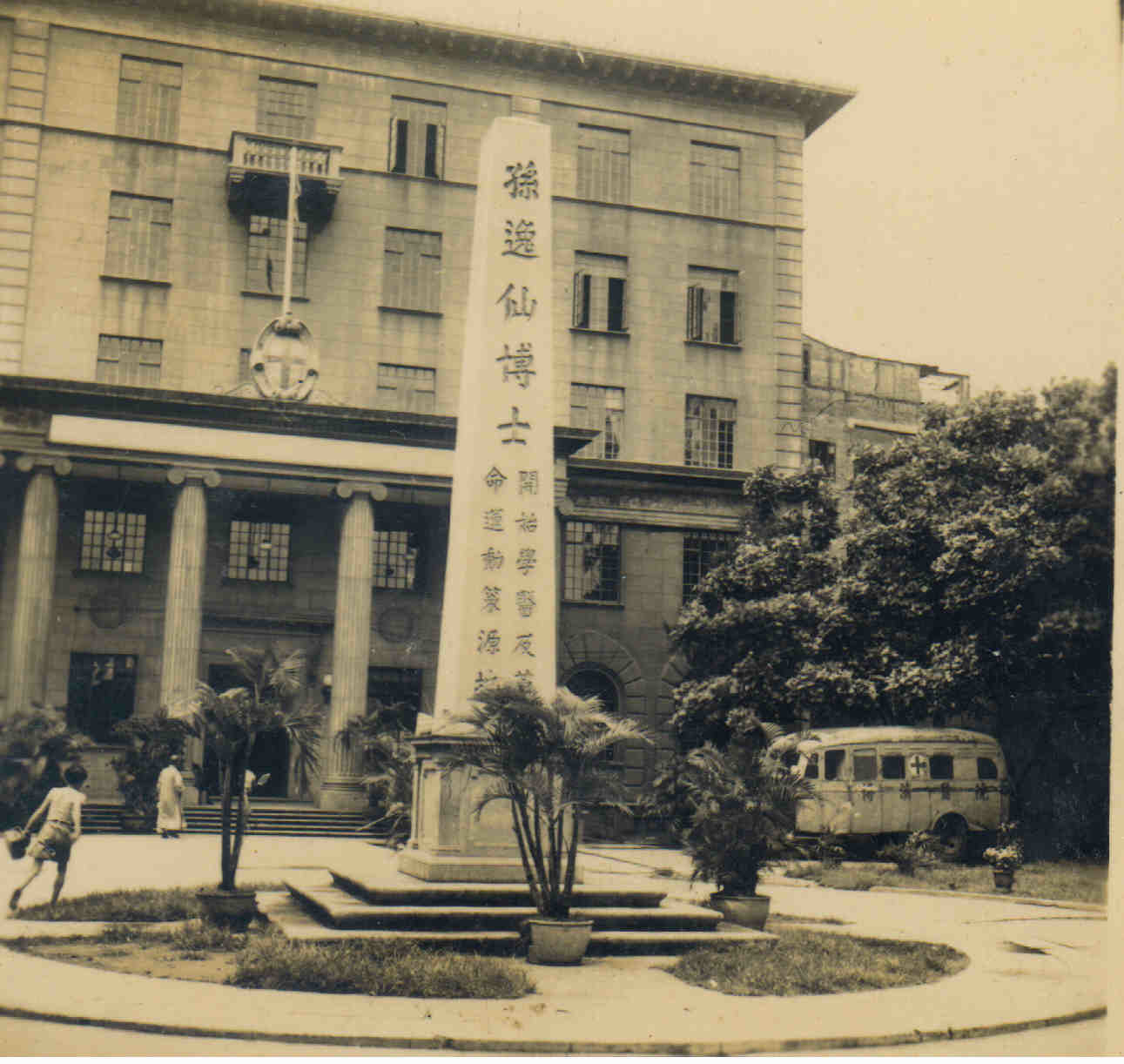
私立嶺南大學孫逸仙博士醫學院，可見大樓前方停泊有博濟醫院的救護車。

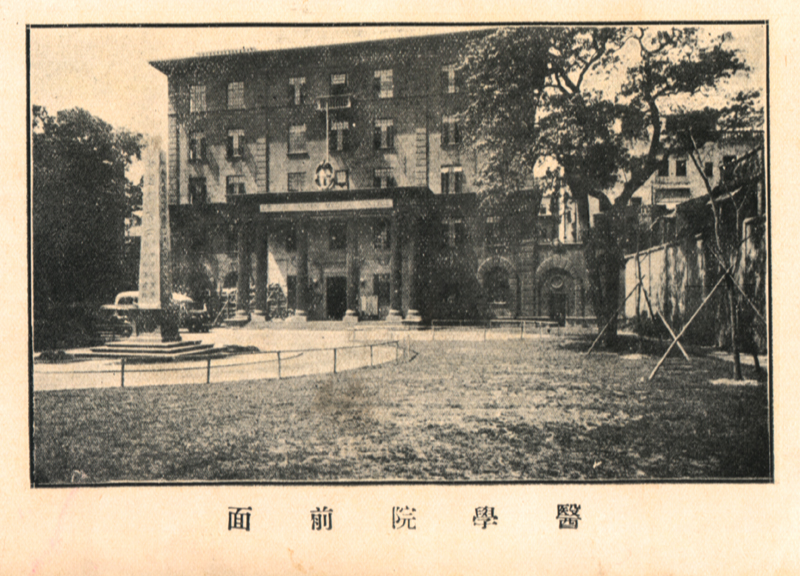
1938年，私立嶺南大學孫逸仙博士醫學院前面，現為博濟樓和“孙逸仙博士开始学医及革命运动策源地”纪念碑。

博济医学堂（Pok Tsai Medical School）是中国的第一所西医教育机构，1866年由博济医院（The Canton Hospital）于广州创办。创校之处，博济医学堂是一所教会医学专业学校，首任校长是嘉约翰医生。孙中山于1886年（清光绪12年）在该校学医。
1879年，博济医学堂改名为博济医院南华医学校（South China Medical College）。1936年，博济医学堂发展成为私立岭南大学医学院（岭南大學後隨十三所大陸地區的基督教大學，并入香港崇基學院，即現今香港中文大學的組成書院）；大陸易幟後，學校場所、設施于1953年，納入华南医学院，該校先后改名为广州医学院、中山医学院，并最终改名为为中山医科大学。2001年，中山医科大学与中山大学合并，原中山医科大学院系组建为中山大学中山医学院、中山大学光华口腔医学院、中山大学公共卫生学院和中山大学护理学院四个学院。

## 历史
博济医院由嘉约翰经营10年后，已具相当规模，医院设备良好，医师力量增强，医疗水平在广州已属顶级。经过历届收受生徒，特别是1861年和1863年两届生徒培训，已经具备开办医学班的条件。1865年博济医院建院30周年时成立博济医校，首届招生8人，由嘉约翰掌教。每周逢周三、六进行课题讲授，星期一、五出门诊学习诊治，周二、四在手术室学习手术割治。学生参与医院日常事物、施药、通常手术割治等助手工作，三年毕业。1868年学生增至12人，嘉约翰教授药物学、化学，黄宽教授解剖学、生理学和外科学，关韬教授临床各科。开班第二年，曾于院中示范解剖尸体一具，由黄宽执刀。
1879年，博济医校应真光女校学生的请求，接受2名女生入学，成为该校招收女生之始，同时也成为中国培训女医师之始。
1885年，医校增加讲课和实习时间，充实教学内容，仍为三年制。孙中山于1886年秋入该校学习，次年转入香港华人西医书院（现为香港大学李嘉诚医学院）。时有男生12人，女生4人。至1897年，有男生25人，女生6人。同年学制改为4年。
1899年，博济医院和医校交由关约翰主掌。1901年博济医院建设成为正规医校，建设独立校舍。新校舍于1903年建成，为当时广州的新式楼宇，命名为南华医学堂。成为了中国历史上开办的第一所现代医学院。1911年学堂停办。从博济医校到南华医学堂，共办学46年，先后共培养毕业生120多人。

## 校友
- 孙中山：于1886年入读。
- 張竹君：於1900年畢業，清末民初女醫師、教育家暨革命家。
- 陈垣：于1907年入读，宗教历史学家
- 康廣仁：康有為之弟，戊戌六君子